# Tetramesa elymi
Tetramesa elymi är en stekelart som först beskrevs av French 1882.  Tetramesa elymi ingår i släktet Tetramesa och familjen kragglanssteklar. Inga underarter finns listade i Catalogue of Life.